# Crotalaria glaucifolia
Crotalaria glaucifolia är en ärtväxtart som beskrevs av John Gilbert Baker. Crotalaria glaucifolia ingår i släktet sunnhampor, och familjen ärtväxter. Inga underarter finns listade i Catalogue of Life.